# Dasypogon longus
Dasypogon longus är en tvåvingeart som beskrevs av Macquart 1838. Dasypogon longus ingår i släktet Dasypogon och familjen rovflugor. Inga underarter finns listade i Catalogue of Life.